# Ostra jazda (film 1998)
Ostra jazda (Ride) – amerykański film komediowy z 1998 roku w reżyserii Millicent Shelton. W rolach głównych wystąpili Melissa De Sousa, John Witherspoon i Malik Yoba. Film zarobił 5 476 059 dolarów (stan na 26 kwietnia 1998 r.).

## Fabuła
Grupa młodych ludzi opuszcza dzielnicę Harlem, zdezelowanym autobusem, aby uczestniczyć w kręceniu teledysku dla Freddy’iego B (Luther Campbell) w Miami na Florydzie. Podczas podróży spotykają ich różne przygody. Głównym sprawcą problemów jest Geramino (Fredro Starr), którego przeciwnikami są Peches (The Lady of Rage) i Byrd (Dartanyan Edmonds).

## Obsada
- Malik Yoba jako Poppa
- Melissa De Sousa jako Leta
- John Witherspoon jako Roscoe
- Fredro Starr jako Geramino
- Sticky Fingaz jako Brotha X
- The Lady of Rage jako Peaches
- Luther Campbell jako Freddy B

## Ścieżka dźwiękowa
27 stycznia 1998 r. została wydana ścieżka dźwiękowa do filmu. Wydawca były wytwórnie Tommy Boy Entertainment i Warner Bros. Records.